# نورمان باتيز
نورمان جويل باتيز (من مواليد 18 يناير 1943) رائد أعمال إذاعي أمريكي أسس شبكة وست وود ون الإذاعية وهو عضو في قاعة مشاهير الإذاعة الوطنية.

## حياته المهنية
عمل باتيز في قسم المبيعات في (KCOP TV 13) في هوليوود من 1970 إلى 1974. ثم أسس باتيز وست وود ون، وهي شركة نقابية إذاعية، في عام 1976. وأصبحت أكبر شبكة إذاعية في أمريكا وواحدة من الشركات الإعلامية الرائدة في العالم.
في عام 2001، انضم باتيز إلى مجلس أمناء جامعة كاليفورنيا وشغل منصب رئيس مجلس إدارة لجنة الإشراف على الحكام في إدارة مختبرات الطاقة. في يناير 2014، أعاد حاكم ولاية كاليفورنيا جيري براون تعيين باتيز لفترة ثانية مدتها اثني عشر عامًا في مجلس الحكام. في نوفمبر 2016، اتُهم بالتحرش الجنسي في مكان العمل. دعت جمعية طلاب جامعة كاليفورنيا إلى إقالة باتيز من مجلس الحكام في عام 2017  بعد ادعاء من مضيف بودكاست. اعتذر باتيز وادعى أنها مزحة. في ديسمبر 2017 استقال باتيز من مجلس الأمناء.
باتيز هو أيضًا رئيس مجلس إدارة لورنس ليفرمور ولوس ألاموس ناشيونال سيكيوريتي ش.م.م وعضو مجلس إدارة مدرسة يو إس سي أنينبيرج للاتصالات والصحافة. كان رئيسًا لجمعية تعليم البث وعضو مجلس العلاقات الخارجية ومجلس المحيط الهادئ للسياسة الدولية. تم تعيينه من قبل الرئيس كلينتون لمجلس محافظي الإذاعة الأمريكية (BBG)، الذي يشرف على جميع خدمات البث الدولية غير العسكرية الأمريكية، في عام 2000، وأعاد تعيينه من قبل الرئيس بوش في عام 2002. كان رئيسًا للجنة الشرق الأوسط في BBG ، حيث ساعد في إنشاء خدمات الراديو والتلفزيون باللغة العربية للحكومة الأمريكية التي تبث إلى 22 دولة في الشرق الأوسط، بما في ذلك راديو سوا وتلفزيون الحرة.
في عام 2009، تم إدخال باتيز في قاعة مشاهير الإذاعة الوطنية. كما حصل باتيز على جائزة عمالقة البث من مكتبة الإذاعة الأمريكية.
أسس باتيز مجموعة كورتسايد الترفيهية في عام 2010 وكان الرئيس التنفيذي للشركة. في أكتوبر 2012، أسس باتيز منصة بودكاست ون، في فبراير 2013. عمل باتيز مع لوس أنجلوس ليكرز وجاي موهر لتطوير «أمريكا ليكرز بودكاست مع جاي موهر» في عام 2017. استوحى باتيز من دعمه لفريق ليكرز، بما في ذلك 35 عامًا مع مقاعد في الملعب.

## الحياة الشخصية
باتيز متزوج من ماري تورنر، الشخصية الإذاعية السابقة ورئيس مجلس إدارة مركز بيتي فورد. يقيمون في كل من بيفرلي هيلز، كاليفورنيا وسانتا باربرا، كاليفورنيا. كان نائبًا احتياطيًا في إدارة شرطة مقاطعة لوس أنجلوس وعضوًا في المجلس الاستشاري للأمن الداخلي للمنطقة 1. هو المستفيد من أكاديمية الموسيقى في مدرسة هاميلتون الثانوية وفي مجلس إدارة مؤسسة شريف للشباب.